# Битва при Арке
Битва при А́рке — сражение, произошедшее 15-18 сентября 1589 года между французской королевской армией Генриха IV, поддержанного английскими наемниками, и войсками Католической лиги под командованием Шарля Лотарингского, герцога Майеннского, во время Восьмой (и последней) Религиозной войны во Франции («Войны трёх Генрихов»).

## Предпосылки

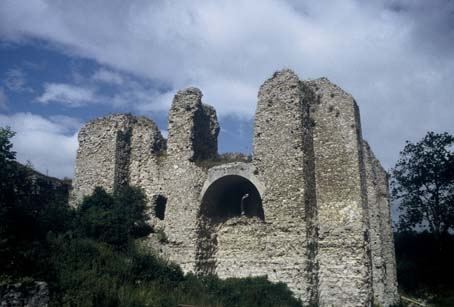
Руины замка Арк в наши дни

После смерти Генриха III гугенот Генрих Наваррский стал по праву рождения наследником французского престола (под именем Генриха IV). Несмотря на то, что он сразу же заявил о своем намерении «поддерживать и сохранять католическую, апостольскую и римскую религию» (на французском языке: «maintenir et conserver la religion catholique, apostolique et romaine»), крупнейшие французские города встали на сторону Католической лиги и её лидера, Шарля Лотарингского, герцога Майеннского (младшего брата покойного Генриха I де Гиза).
В то время королевская армия пребывала в ужасном состоянии, а Генрих IV мог рассчитывать едва ли на 20 000 солдат, чтобы покорить непокорную страну. Для того, чтобы выполнить эту задачу, он разделил свои войска на три армии: Генрих I Орлеанский, герцог Лонгвиль (1568—1595) командовал войсками в Пикардии, маршал Жан VI д’Омон — в Шампани и сам Генрих IV — в Нормандии (здесь он ждал подкрепления от Елизаветы I). 6 августа 1589 года Генрих разбил лагерь с 8000 солдат в порту Дьеп.
Герцог Майеннский стремился вернуть этот ключевой стратегический порт в свои руки и изгнать Генриха из Нормандии. Он собрал 35000 солдат, плюс камбрейские ополченцы, лотарингские войска под руководством маркиза де Понт-а-Муссон и контингент испанских войск.
Понимая бесперспективность атаки армии такого размера и опасность оставаться в Дьепе, Генрих (посоветовавшись с герцогом де Лонгвилем и маршалом д’Омоном) решил отправиться в город Арк (ныне — Арк-ла-Батай) и подготовить оборону.

## Битва

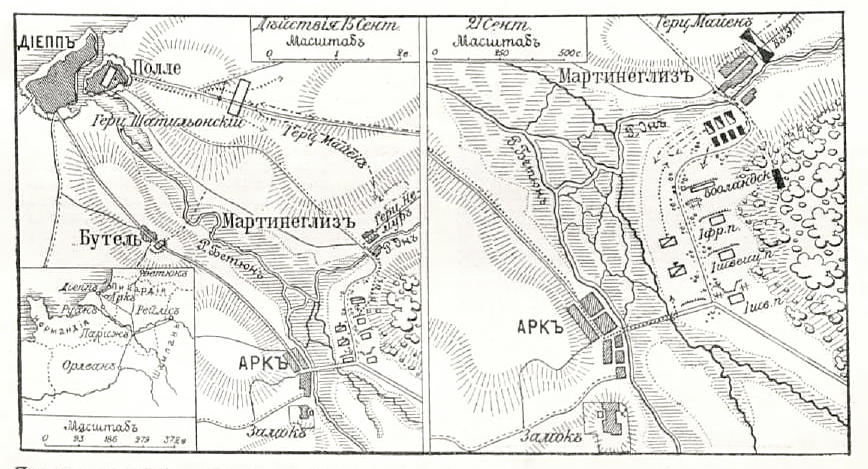
Схема сражения
(Рисунок из статьи «Аркское сражение»;
«Военная энциклопедия Сытина»)

Между 15 и 29 сентября 1589 года войска Католической лиги провели несколько нападений на Арк и прилегающие районы, но силы герцога Майеннского всякий раз были остановлены королевской артиллерией. Атаки были чрезвычайно губительными для обеих сторон, и вскоре в армии Генриха IV стала сказываться нехватка солдат.
Генрих получил спасение с моря 23 сентября: 4000 английских солдат под командованием «солдата удачи» Роджера Уильямса, посланные королевой Елизаветой, прибыли из Англии в несколько заходов в течение трех дней. Перед лицом этих подкреплений, опасаясь, что это начало масштабной высадки английских войск, герцог Майеннский решил отступить, оставив Генриху IV победу.
После битвы при Арке Генрих IV недолго отдыхал в соседнем замке и перед отъездом нацарапал алмазом перстня на одном из окон: «Dieu gard de mal ma mie. Ce 22 de Septembre 1589.-HENRI» (Господь хранит меня от зла).